# الدوري الإستوني الدرجة الثانية 1996–97
الدوري الإستوني الدرجة الثانية 1996–97 (بالإستونية: Esiliiga 1996/97)‏ هو الموسم 6 من الدوري الإستوني الدرجة الثانية ‏. أشرف على تنظيمه اتحاد إستونيا لكرة القدم، وكان عدد الأندية المشاركة فيه 8، وفاز فيه Tallinna JK Dünamo ‏.